# Švošov
Švošov é um município da Eslováquia, situado no distrito de Ružomberok, na região de Žilina. Tem 4,27 km² de área e sua população em 2018 foi estimada em 868 habitantes.

## Demografia
| Ano:        | 1994 | 2004   | 2014   | 2024   |
| ----------- | ---- | ------ | ------ | ------ |
| Broj ljudi: | 772  | 824    | 818    | 864    |
| Razlika:    |      | +6,73% | -0,72% | +5,62% |

| Ano:               | 2023 | 2024   |
| ------------------ | ---- | ------ |
| Número de pessoas: | 860  | 864    |
| Diferença:         |      | +0,46% |